# Auxais
Auxais (prononcé [oseː] ou [osɛː]) est une commune française, située dans le département de la Manche en région Normandie, peuplée de 173 habitants.

## Géographie
| Sainteny        | Sainteny    | Saint-Georges-de-Bohon |
| Sainteny, Raids | Auxais      | Saint-André-de-Bohon   |
| Raids           | Marchésieux | Marchésieux            |

### Hydrographie
La commune est située dans le bassin Seine-Normandie. Elle est drainée par la Taute, la Bucaille, un bras de la Taute, le bras le Méreau, le fossé 01 de la Vallée des Gardinières et le fossé 06 de la commune de Sainteny,,.
La Taute, d'une longueur de 40 km, prend sa source dans la commune de Cambernon et se jette  dans la Douve à Carentan-les-Marais, après avoir traversé 13 communes. 

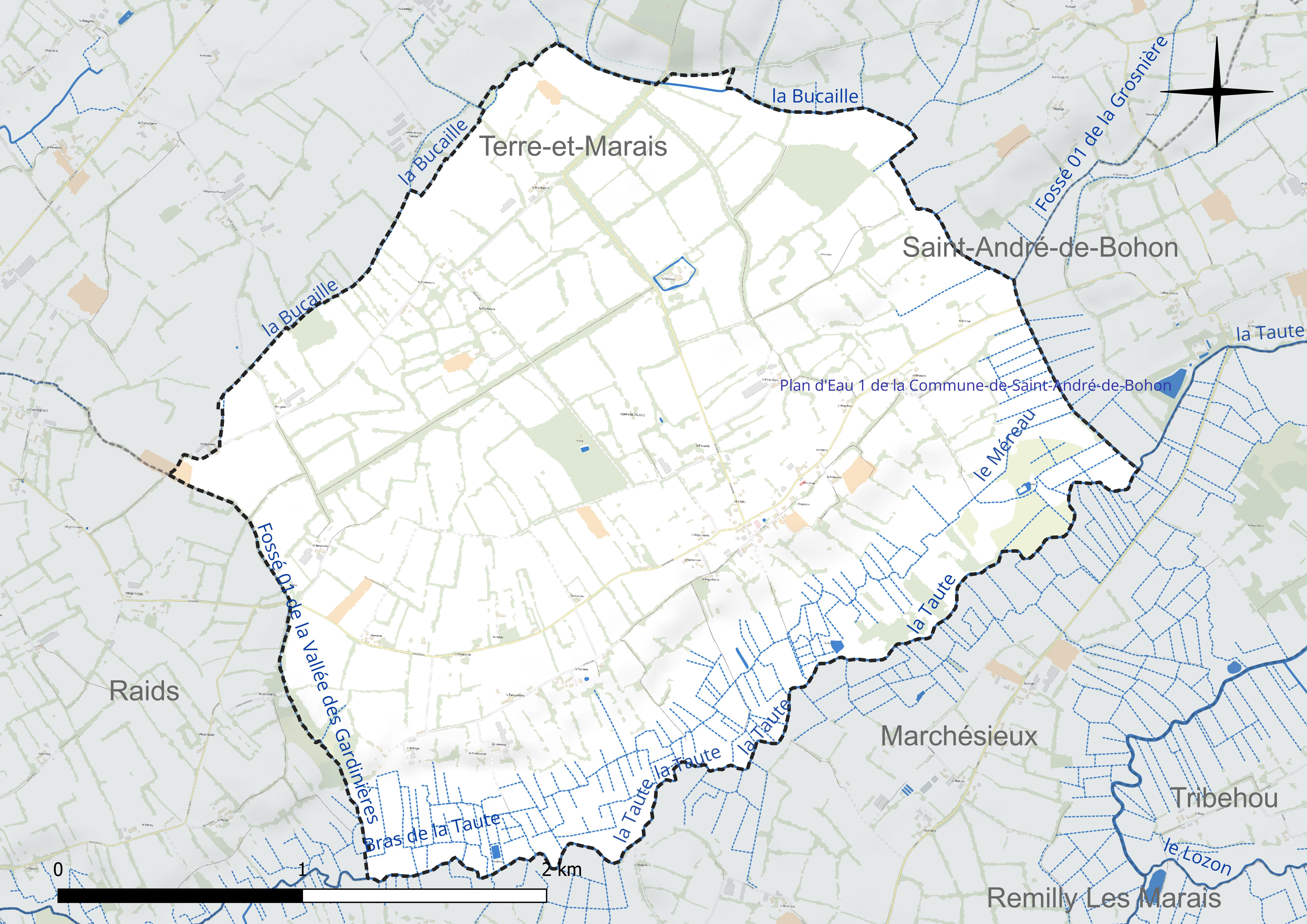
Réseau hydrographique d'Auxais.

### Climat
Pour des articles plus généraux, voir Climat de la Normandie et Climat de la Manche.
En 2010, le climat de la commune est de type climat océanique franc, selon une étude du CNRS s'appuyant sur une série de données couvrant la période 1971-2000. En 2020, Météo-France publie une typologie des climats de la France métropolitaine dans laquelle la commune est exposée à un climat océanique et est dans la région climatique Normandie (Cotentin, Orne), caractérisée par une pluviométrie relativement élevée (850 mm/a) et un été frais (15,5 °C) et venté. Parallèlement le GIEC normand, un groupe régional d'experts sur le climat, différencie quant à lui, dans une étude de 2020, trois grands types de climats pour la région Normandie, nuancés à une échelle plus fine par les facteurs géographiques locaux. La commune est, selon ce zonage, exposée à un « climat maritime », correspondant au Cotentin et à l'ouest du département de la Manche, frais, humide et pluvieux, où les contrastes pluviométrique et thermique sont parfois très prononcés en quelques kilomètres quand le relief est marqué.
Pour la période 1971-2000, la température annuelle moyenne est de 11,3 °C, avec une amplitude thermique annuelle de 11,2 °C. Le cumul annuel moyen de précipitations est de 848 mm, avec 13,5 jours de précipitations en janvier et 7,2 jours en juillet. Pour la période 1991-2020, la température moyenne annuelle observée sur la station météorologique la plus proche, située sur la commune de Sainte-Marie-du-Mont à 19 km à vol d'oiseau, est de 11,6 °C et le cumul annuel moyen de précipitations est de 890,0 mm,. Pour l'avenir, les paramètres climatiques de la commune estimés pour 2050 selon différents scénarios d'émission de gaz à effet de serre sont consultables sur un site dédié publié par Météo-France en novembre 2022.

## Urbanisme

### Typologie
Au 1er janvier 2024, Auxais est catégorisée commune rurale à habitat dispersé, selon la nouvelle grille communale de densité à sept niveaux définie par l'Insee en 2022.
Elle est située hors unité urbaine et hors attraction des villes,.

### Occupation des sols

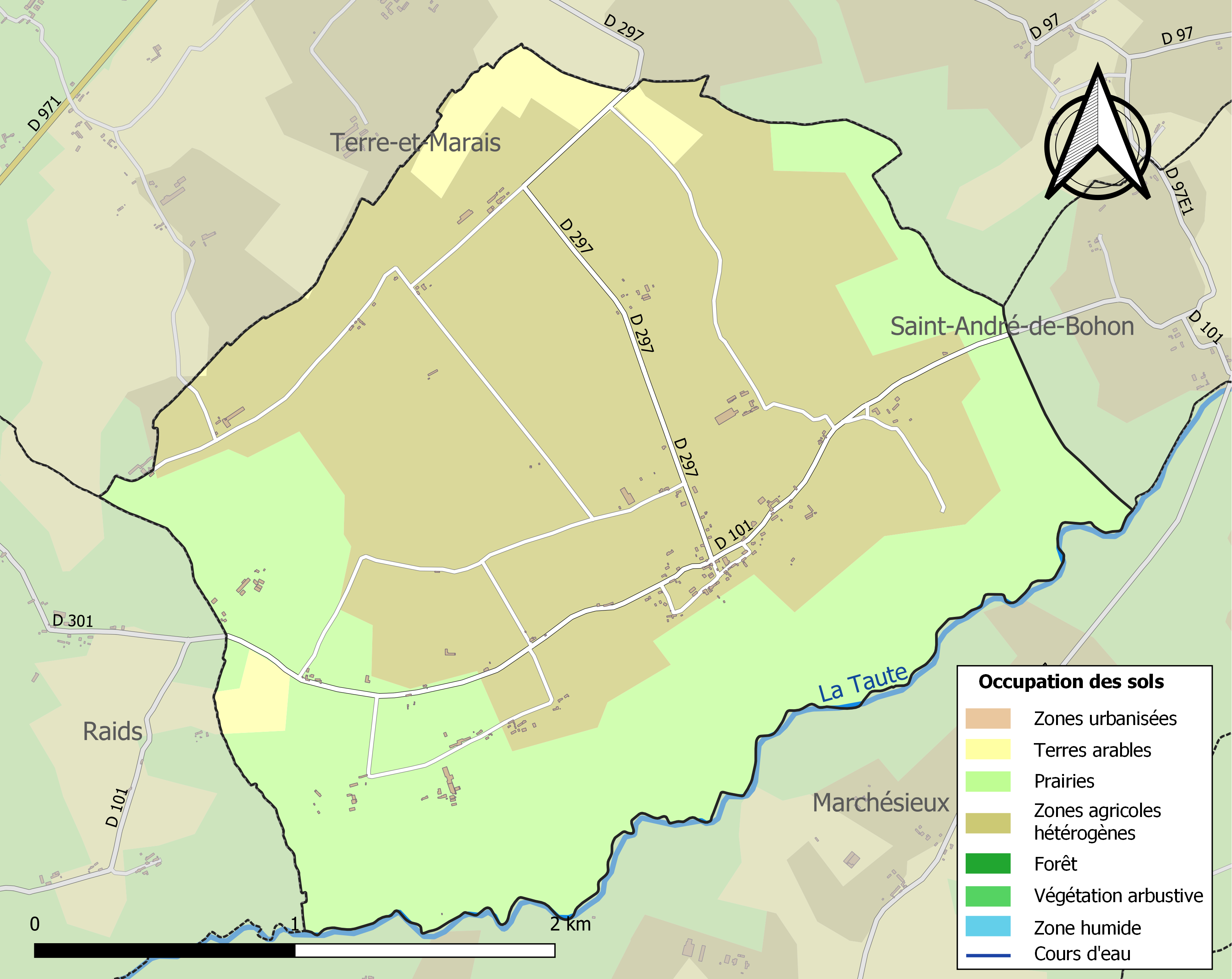
Carte des infrastructures et de l'occupation des sols de la commune en 2018 (CLC).

L'occupation des sols de la commune, telle qu'elle ressort de la base de données européenne d'occupation biophysique des sols Corine Land Cover (CLC), est marquée par l'importance des territoires agricoles (100 % en 2018), une proportion identique à celle de 1990 (100 %).
La répartition détaillée en 2018 est la suivante : zones agricoles hétérogènes (58 %), prairies (38,8 %), terres arables (3,2 %).
L'évolution de l'occupation des sols de la commune et de ses infrastructures peut être observée sur les différentes représentations cartographiques du territoire : la carte de Cassini (XVIIIe siècle), la carte d'état-major (1820-1866) et les cartes ou photos aériennes de l'IGN pour la période actuelle (1950 à aujourd'hui).

## Toponymie
Le nom de la localité est attesté sous les formes Auces vers 1160, Ausseis en 1256, Auseis vers 1280.
L'origine de ce toponyme est incertaine.
Le gentilé est Auxayais.

## Histoire

### Moyen Âge
Le plus ancien membre connu de la famille d'Auxais est un Thomas d'Auxais, écuyer et seigneur d'Auxais, qui vivait au XIIe siècle. Un seigneur d'Auxais figure parmi les 119 défenseurs du Mont-Saint-Michel.
Le développement d'Auxais remonte au moins au XIIIe siècle. 

### Temps modernes
En 1506, un Briand d'Auxais est qualifié de seigneur d'Auxais et de Méautis.
En 1640, la famille de Franquetot présentait à la cure. L'exploitation des marais se développe à partir du XVIIIe siècle.

### Révolution française et Empire
À la création du canton de Sainteny et du district de Carentan (1790-1800), la commune était représenté par Jean Castel. Un François, comte d'Auxais (1766-1822), né à Sainteny, écuyer, contre-révolutionnaire, qui suivit l'armée des princes, participa au débarquement de Quiberon en 1795.

### Époque contemporaine
Le village est détruit en 1944.

## Politique et administration
| Période                                                                                  | Période    | Identité                       | Étiquette | Qualité                                   |
| ---------------------------------------------------------------------------------------- | ---------- | ------------------------------ | --------- | ----------------------------------------- |
| 1793                                                                                     | 1797       | Jean-François Castel           |           |                                           |
| 1797                                                                                     | 1798       | Thomas Osmont                  |           |                                           |
| 1799                                                                                     | 1799       | Jean-François Castel           |           |                                           |
| 1800                                                                                     | 1821       | Thomas Osmont                  |           |                                           |
| 1822                                                                                     | 1826       | Guillaume Bézard               |           |                                           |
| 1826                                                                                     | 1830       | Félix de Chivré                |           |                                           |
| 1830                                                                                     | 1833       | Louis Roguelin Père            |           | Cultivateur                               |
| 1833                                                                                     | 1835       | Jean Tapin                     |           |                                           |
| 1835                                                                                     | 1837       | Louis Bézard                   |           |                                           |
| 1837                                                                                     | 1840       | Étienne Saint (par intérim)    |           |                                           |
| 1840                                                                                     | 1853       | Louis Roguelin Père            |           | Cultivateur                               |
| 1853                                                                                     | 1859       | Jacques Lallemand              |           |                                           |
| 1859                                                                                     | 1865       | Jacques Regnault-Dumottier     |           |                                           |
| 1865                                                                                     | 1870       | Louis Delaunay                 |           |                                           |
| 1870                                                                                     | 1890       | Louis Bon Désiré Roguelin Fils |           | Sous-directeur du Collège royal d'Alençon |
| 1890                                                                                     | 1896       | Louis Palla                    |           |                                           |
| 1896                                                                                     | 1900       | Eugène Aubert                  |           |                                           |
| 1900                                                                                     | 1927       | Floxel Alfred Roguelin         |           | Agriculteur                               |
| 1927                                                                                     | 1935       | Pierre Lecocq                  |           |                                           |
| 1935                                                                                     | 1945       | Pierre Journot                 |           |                                           |
| 1945                                                                                     | 1945       | Auguste Lemarquand             |           |                                           |
| 1945                                                                                     | 1956       | Louis Pottier                  |           |                                           |
| 1956                                                                                     | 1961       | Georges Guillot                |           | Instituteur                               |
| 1961                                                                                     | 1996       | Jean Mancel                    |           | Agriculteur-Éleveur                       |
| août 1996                                                                                | avril 2014 | Marcel Laisney                 | SE        | Agriculteur                               |
| avril 2014                                                                               | mai 2020   | Jacky Laignel                  | SE        | Comptable                                 |
| mai 2020                                                                                 | En cours   | Hubert Gillette                | SE        | Retraité du secteur médical               |
| Une partie des données est issue d'une liste établie par Jean Pouëssel et Jacky Laignel. |            |                                |           |                                           |

Le conseil municipal est composé de onze membres dont le maire et deux adjoints.

## Démographie
L'évolution du nombre d'habitants est connue à travers les recensements de la population effectués dans la commune depuis 1793. Pour les communes de moins de 10 000 habitants, une enquête de recensement portant sur toute la population est réalisée tous les cinq ans, les populations de référence des années intermédiaires étant quant à elles estimées par interpolation ou extrapolation. Pour la commune, le premier recensement exhaustif entrant dans le cadre du nouveau dispositif a été réalisé en 2007.
En 2022, la commune comptait 173 habitants, en stagnation par rapport à 2016 (Manche : −0,31 %, France hors Mayotte : +2,11 %).
| 1793 | 1800 | 1806 | 1821 | 1831 | 1836 | 1841 | 1846 | 1851 |
| ---- | ---- | ---- | ---- | ---- | ---- | ---- | ---- | ---- |
| 615  | 555  | 501  | 512  | 473  | 473  | 416  | 429  | 393  |

| 1856 | 1861 | 1866 | 1872 | 1876 | 1881 | 1886 | 1891 | 1896 |
| ---- | ---- | ---- | ---- | ---- | ---- | ---- | ---- | ---- |
| 405  | 396  | 375  | 357  | 349  | 307  | 307  | 273  | 282  |

| 1901 | 1906 | 1911 | 1921 | 1926 | 1931 | 1936 | 1946 | 1954 |
| ---- | ---- | ---- | ---- | ---- | ---- | ---- | ---- | ---- |
| 295  | 276  | 279  | 243  | 248  | 236  | 245  | 218  | 241  |

| 1962 | 1968 | 1975 | 1982 | 1990 | 1999 | 2006 | 2007 | 2012 |
| ---- | ---- | ---- | ---- | ---- | ---- | ---- | ---- | ---- |
| 205  | 180  | 156  | 135  | 130  | 137  | 162  | 165  | 176  |

| 2017 | 2022 | - | - | - | - | - | - | - |
| ---- | ---- | - | - | - | - | - | - | - |
| 174  | 173  | - | - | - | - | - | - | - |

## Économie
La commune se situe dans la zone géographique des appellations d'origine protégée (AOP) Beurre d'Isigny et Crème d'Isigny.

## Culture locale et patrimoine

### Lieux et monuments
- Les restes de l'église Saint-Martin connu sous le nom de « Cathédrale des Rotzs » (roseaux), mentionnée dès 1055 et bombardée en 1944[24], dans l'actuel cimetière, sont inscrits au titre des monuments historiques par arrêté du 11 juillet 1973[36]. Une nouvelle église Notre-Dame (XXe siècle)[24] a été construite de 1958 à 1960, sur le site du Canal plus au centre de la commune.
- Le château d'Auxais, berceau d'une des plus puissantes familles normandes, a été détruit en 1944. Il fut la possession de la famille Debrix[24].

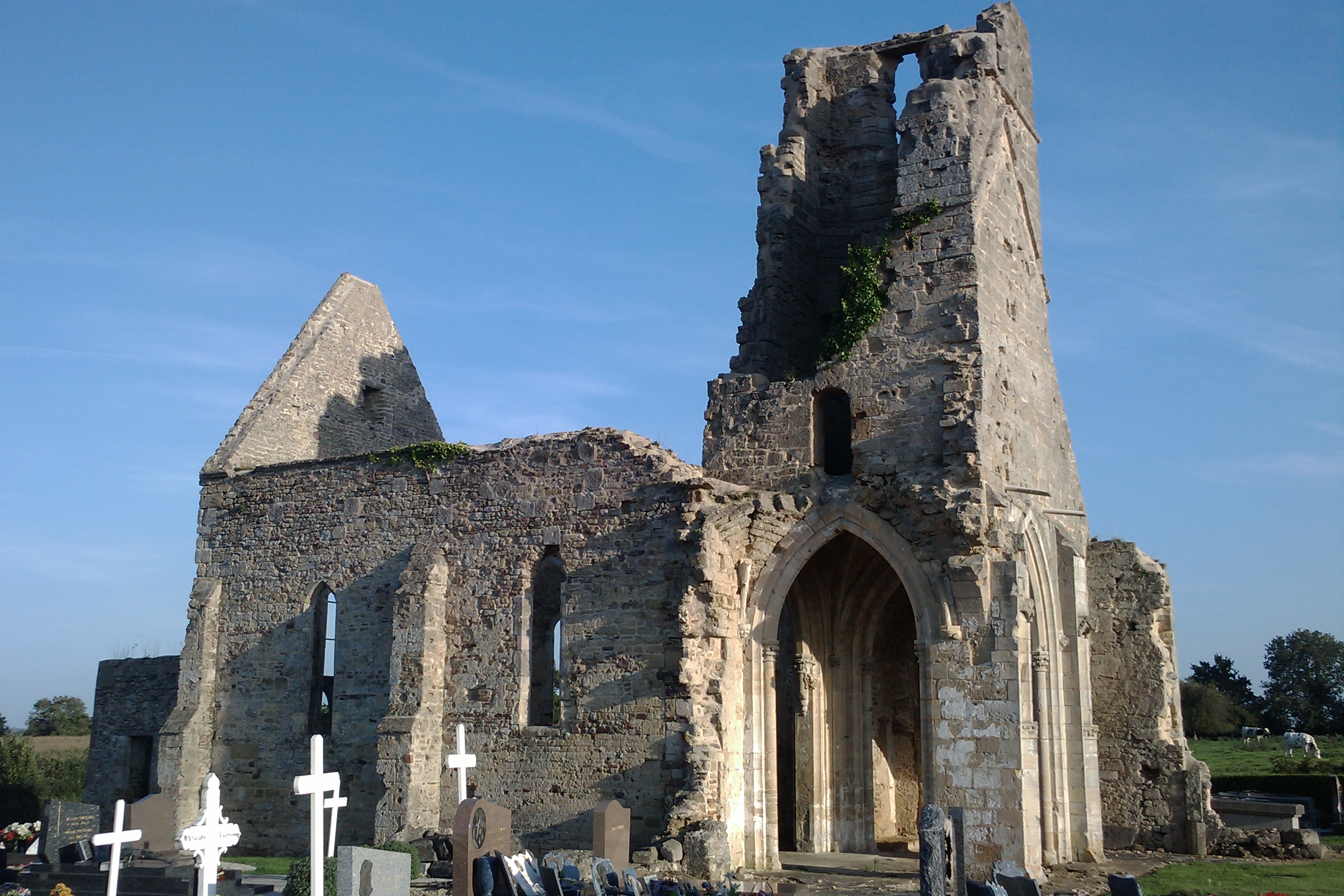
Ancienne église d'Auxais.
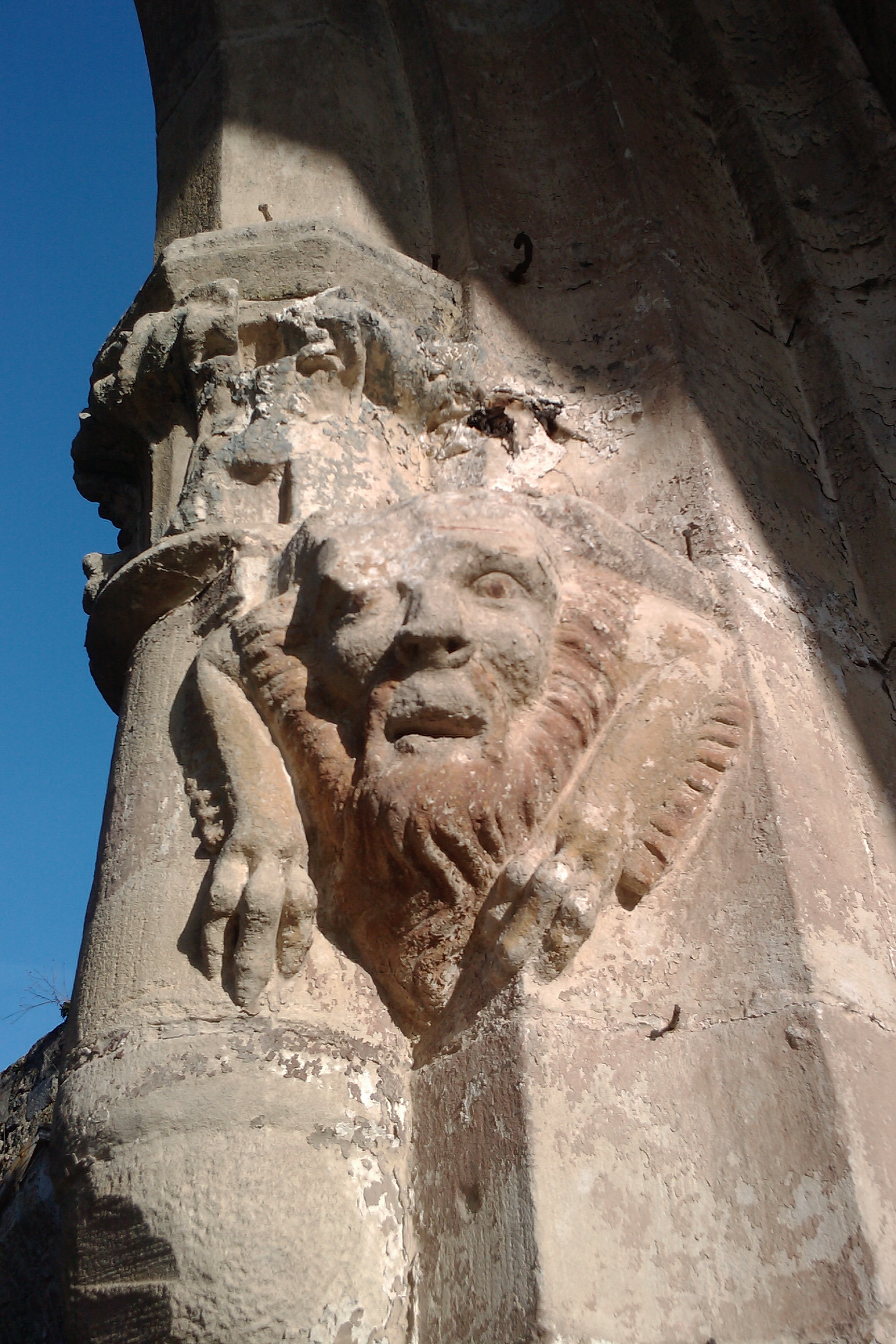
Cul-de-lampe.
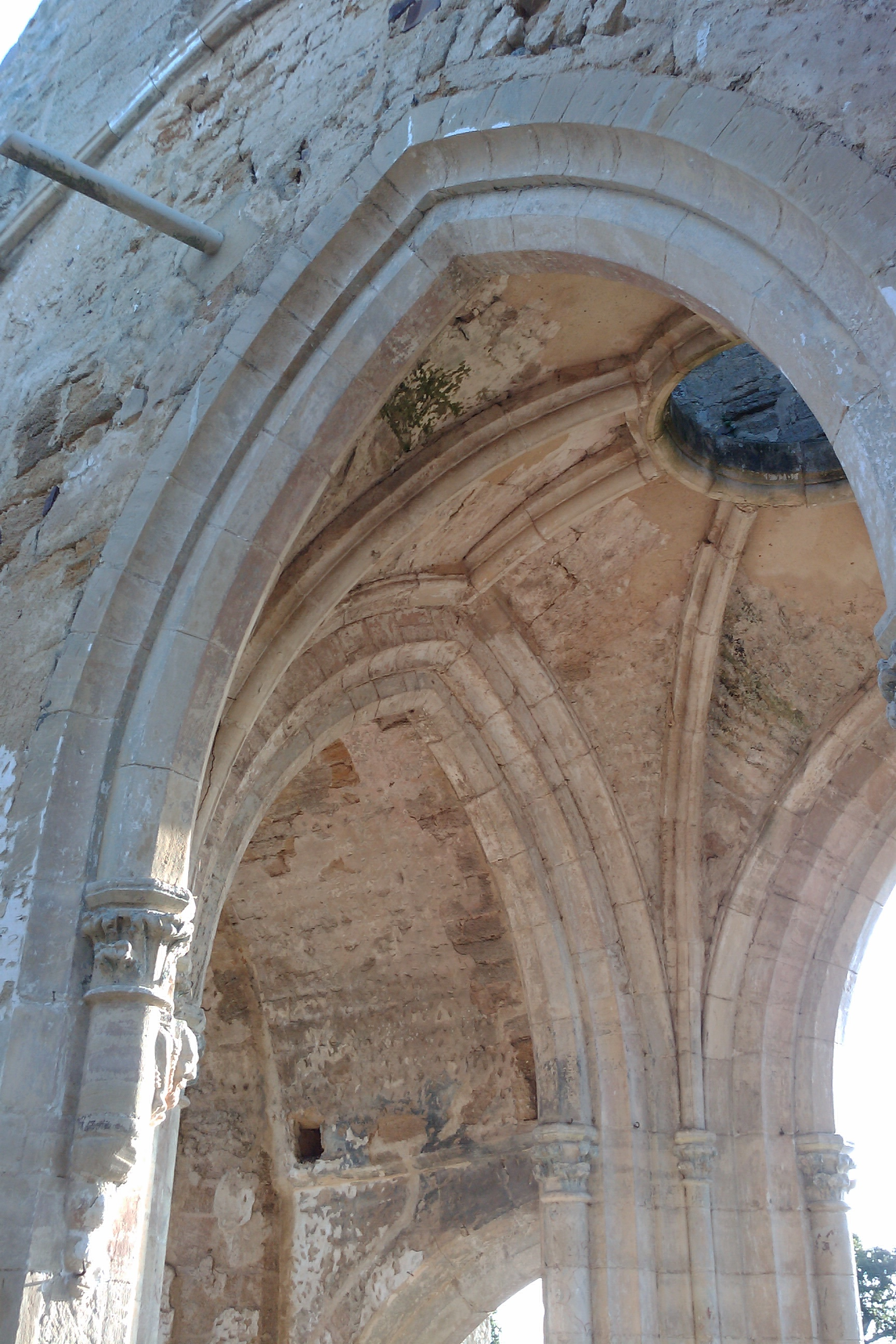
Transept.